# Eichberg
Eichberg je obec ve švýcarském kantonu St. Gallen. Nachází se na východě kantonu; žije zde přibližně 1 500 obyvatel.

## Geografie
Eichberg leží jižně od města Altstätten na jihovýchodním svahu masivu Hirschberg a vyznačuje se rozptýleným osídlením s jádry Eichberg-Dorf, Au, Hölzlisberg a částí Hinterforstu; ostatní patří k Altstättenu. sousedními obcemi/částmi Eichbergu jsou Altstätten na severu a východě, Oberriet na jihu, Schwende-Rüte (v kantonu Appenzell Innerrhoden) na jihozápadě a Gais (Appenzell Ausserrhoden) na severozápadě.
Část obce Hinterforst, která leží severně od Eichbergu, tvoří spolu Hinterforstem školní obec.

## Historie

Letecký pohled na okolí Altstättenu (1919)

V roce 891 se vesnice ještě uvádí v rétorománštině jako Hermentines, v roce 1282 jako Aichilberch a v roce 1290 jako Aitberge. Jako součást dvora Altstätten patřil Eichberg od 13. století klášteru v St. Gallenu. Nižší soudní pravomoc, oddělená od Altstättenu, tvořila léno, které v pozdním středověku drželi klášterní ministranti.
Při vzniku kantonu v roce 1803 byl Eichberg zpočátku přiřazen k obci Oberriet, ale brzy byl spolu s osadami Unter-Chobelwies a Hard povýšen na samostatnou politickou obec. V roce 1833 se zmíněné vesnice staly součástí obcí Altstätten, respektive Oberriet.
Eichberg byl součástí farnosti Altstätten. Po reformaci většina obyvatel přestoupila na novou víru. V letech 1712/13 si s pomocí města Curychu postavili reformovaný kostel. V letech 1729–1803 byla v držení curyšské kolatury. V roce 1717 byli do nové farnosti začleněni také reformovaní z Hinterforstu. V roce 1951 došlo ke stavbě kostela Bruder Klausen a vzniku katolické farnosti Eichberg-Hinterforst.
Až do nedávné doby převládalo v Eichbergu jako první hospodářské odvětví dřevařství a chov dobytka. Od 16. století se na Hochchapfu pěstují vinice. Dnes je strmý svah s vinicemi největší uzavřenou terasovitou plochou v kantonu St. Gallen. Terasování bylo provedeno v roce 1983. Obecní cesta byla vybudována v roce 1844. Pravděpodobně proto, že Eichberg ležel stranou železniční dopravy, docházelo v první čtvrtině 20. století jen k mírné industrializaci a ve stejném období prudce pokleslo domácí vyšívání. Hospodářský a demografický vývoj stagnoval až do 70. let 20. století. Poté se stavební aktivita silně zvedla výstavbou rodinných domů a dřívější struktura osídlení s různými stavbami, které byly uvedeny jako hodné ochrany, se výrazně změnila.

## Obyvatelstvo

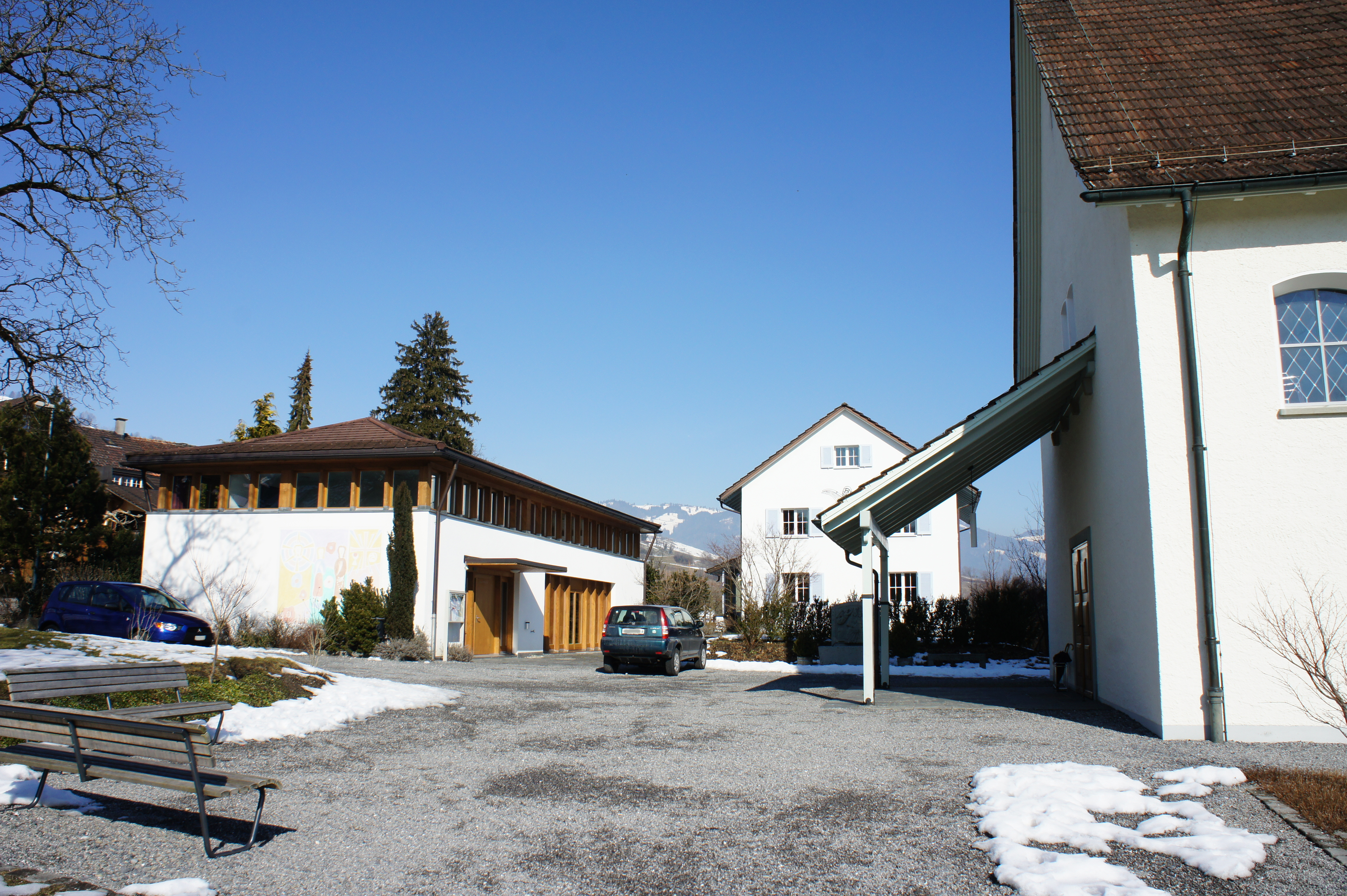
Farní kostel v Hinterforstu

| Vývoj počtu obyvatel | Vývoj počtu obyvatel | Vývoj počtu obyvatel | Vývoj počtu obyvatel | Vývoj počtu obyvatel | Vývoj počtu obyvatel | Vývoj počtu obyvatel | Vývoj počtu obyvatel | Vývoj počtu obyvatel | Vývoj počtu obyvatel | Vývoj počtu obyvatel | Vývoj počtu obyvatel |
| -------------------- | -------------------- | -------------------- | -------------------- | -------------------- | -------------------- | -------------------- | -------------------- | -------------------- | -------------------- | -------------------- | -------------------- |
| Rok                  | 1850                 | 1900                 | 1950                 | 1980                 | 1990                 | 2000                 | 2005                 | 2010                 | 2015                 | 2019                 |                      |
| Počet obyvatel       | 847                  | 873                  | 766                  | 719                  | 1011                 | 1266                 | 1314                 | 1435                 | 1539                 | 1520                 |                      |